# Conselho Nacional de Autorregulamentação Publicitária
O Conselho Nacional de Autorregulamentação Publicitária (CONAR) é uma organização da sociedade civil fundada em São Paulo, Brasil, em 1980, pela ABAP - Associação Brasileira de Agências de Publicidade, ABA - Associação Brasileira de Anunciantes, ANJ - Associação Nacional de Jornais, ABERT - Associação Brasileira de Emissoras de Rádio e Televisão, ANER - Associação Nacional de Editores de Revistas, CENTRAL DE OUTDOOR, e que conta com a adesão da ABTA – Associação Brasileira de TV por Assinatura, FENEEC – Federação Nacional das Empresas Exibidoras Cinematográficas e da IAB BRASIL – Interactive Advertising Bureau [internet]. 

## Atribuições
A atividade desenvolvida pelo Conar visa a evitar a veiculação de anúncios e campanhas de conteúdo enganoso, ofensivo, abusivo ou que desrespeitam, entre outros, a leal concorrência entre anunciantes.  A entidade não tem "poder de polícia"; não pode mandar prender, não multa, não pode mandar devolver dinheiro ao consumidor ou mandar trocar mercadorias. O foco é a ética na publicidade e, neste campo, ela pode evitar excessos e corrigir desvios e deficiências constatadas nos anúncios. 

## Participação da Sociedade
As reclamações podem ser realizadas por consumidores, autoridades, associações e empresas.  Consumidores e autoridades podem apresentar reclamações sem nenhuma despesa. O próprio CONAR mantém serviço de monitoria que acompanha as publicidades veiculadas na mídia. 
Reclamações objetivando anúncios e campanhas, exceto propaganda político-partidária e eleitoral, podem ser apresentadas através do site conar.org.br.
No Conselho de Ética, que avalia as reclamações, a participação da sociedade civil é limitada a 24 membros, ou um quarto do total; os demais membros representam os segmentos empresariais ligados à publicidade. Além disso, esses 24 membros são escolhidos pelo Conselho Superior, que é composto exclusivamente por representantes desses mesmos segmentos empresariais.

## Histórico e Organização
A entidade é a primeira organização da sociedade civil brasileira dedicada à autodisciplina e seu principal instrumento normativo é o Código Brasileiro de Autorregulamentação Publicitária, disponível no sítio do CONAR. Seus órgãos estatutários estão estruturados de modo a estabelecer a separação de poderes, de tal maneira que o colegiado que escreve as normas de autorregulamentação, o Conselho Superior, não julga os anúncios, atribuição do Conselho de Ética, assegurando-se às partes amplo direito de defesa e o duplo grau de jurisdição.  As deliberações ocorrem em sessão colegiada, e os acórdãos são divulgados em boletins e na Internet.
Os membros do Conselho Superior e do Conselho de Ética são voluntários.
No Conselho de Ética estão investidos publicitários e cidadãos destacados que representam a sociedade civil -- médicos, advogados, jornalistas, dentre outros.  Nenhum deles é servidor público ou exerce cargo eletivo.  
O Conar é mantido pelas contribuições financeiras das entidades que o fundaram e de empresas anunciantes, agências de publicidade e veículos de comunicação. Não aceita verbas do erário público nem goza de incentivos fiscais. 
As oito Câmaras do Conselho de Ética se reúnem nas cidades de São Paulo, Rio de Janeiro, Porto Alegre, Brasília e Recife. Um anúncio reprovado pode ser retirado de circulação em poucas horas, por meio de 'liminares' comunicadas aos veículos.
O Conar tem sua sede nacional em São Paulo, Brasil.  É membro da  EASA–European Advertising Standards Alliance
Gilberto Leifert foi presidente do Conar por vinte anos, de 1999 a 2018, em virtude de sucessivas eleições. Seu sucessor e atual presidente é João Luiz Faria Netto.